# Anathulea
Anathulea – rodzaj błonkówek z rodziny Pergidae.

## Taksonomia
Rodzaj Acorduloceridea został opisany w 1942 roku przez René Malaise. Gatunkiem typowym jest Anathulea nigripectus.

## Zasięg występowania
Przedstawiciele tego rodzaju występują w Krainie Neotropikalnej od Gwatemali na płn. po Brazylię na płd.

## Biologia i ekologia
Jeden niezidentyfikowany gatunek ze Strefy Kanału Panamskiego, został schwytany na drzewie z gatunku Luehea seemannii z rodziny ślazowatych.

## Systematyka
Do  Anathulea zaliczane są 4 gatunki:
- Anathulea bimaculata
- Anathulea fatima
- Anathulea nigriceps
- Anathulea nigripectus